# Сінтія Ніл-Ішой
Сінтія Ніл-Ішой (англ. Cynthia Neale-Ishoy, 1952) — канадська вершниця.
Бронзова призерка Олімпійських Ігор 1988 року в командній виїздці, учасниця 1972, 1992, 2004 років.
Переможниця Панамериканських ігор 1971 року в командній виїздці.
Срібна призерка Кубка світу з виїздки 1988 року в індивідуальній виїздці.